# Corroncui
Corroncui es una localidad española del municipio de Pont de Suert, perteneciente a la provincia de Lérida, en la comunidad autónoma de Cataluña.

## Toponimia
El lugar puede aparecer referido con las grafías «Corroncui» y «Corroncuy».

## Historia
Hacia mediados del siglo XIX, el lugar, por entonces con ayuntamiento propio, tenía contabilizada una población de 116 habitantes. Aparece descrito en el séptimo volumen del Diccionario geográfico-estadístico-histórico de España y sus posesiones de Ultramar de Pascual Madoz con las siguientes palabras:

CORRONCUY y BASTIDETA: l. con ayunt. en la prov. de Lérida (23 horas), part. jud. de Tremp (6), aud. terr. y c. g. de Cataluña (Barcelona 43), dióc. de Lérida. sit. sobre lo alto de una roca dominada por la parte N. por la sierra llamada Plá del Mont, está perfectamente ventilado, y el clima es sano. Tiene 14 casas agrupadas, de un solo piso y de mala construccion, formando cuerpo de poblacion, pero sin órden de calles: la igl. (la Concepcion), es aneja de Piñana, dist. 1 hora, cuyo párr. pasa á decir misa todos los dias festivos. Confina el térm. N. con los de Perves y Sarroca: E. con el de Piñana; S. con los de Espluga de Serra y Torre de Tamurcia, y O. con el de Adons: se estiende de N. á S. 1 hora, y 1 y 1/2 de E. á O. A distancia de 1/2 hora corta por el lado S. del pueblo, cruza un barranco que solo lleva aguas en tiempo de lluvias; hallándose en este sitio 3 casas denominadas la Bastideta de Corroncuy, de un solo piso y mala construccion, que parecen mas bien barracas que casas: á 1/4 de hora del mismo se halla una capilla dedicada á Sta. Magdalena, una fuente escasa á 1/2, de la cual se proveen los vecinos para atender á sus necesidades : el terreno es áspero, pedregoso y en general de mala calidad; no cultivándose por esta razon mas que una pequeñísima parte de él; en el cual no se encuentra otro arbolado que el preciso para la leña de su consumo. caminos: atraviesa por las inmediaciones del pueblo el que dirige desde Adons á Piñana; es de herradura y malo. prod.: trigo, cebada, centeno, avena, carreon y patatas; la mayor cosecha es la del trigo: se mantiene ganado lanar y cabrio forastero, en las yerbas que arriendan en verano, y el vacuno y asnal el pueblo, preciso para la labranza; hay caza de perdices, conejos y otros animales dañinos. pobl.: 19 vec., 116 alm. cap. imp.: 13,487 rs. contr.: el 14'28 por 100 de esta riqueza.
(Madoz, 1847, p. 138)

El municipio de Corroncuy desapareció de cara al censo de 1857, al incorporarse al de Viu de Llevata. En la actualidad, pertenece al municipio de Pont de Suert. En 2023, la entidad singular de población tenía empadronados catorce habitantes y el núcleo de población, también catorce.